# Pescaria Brava
Pescaria Brava este un oraș în Santa Catarina (SC), Brazilia.